# Oswaldo Luizar
Oswaldo Luizar Obregón (Cuzco, 13 november 1962) is een Peruviaans politicus. Hij heeft natuurkunde gestudeerd. Luizar was van 2006 tot 2011 lid van het parlement van Cuzco. Hij is lid van de Unie voor Peru. Van 1984 tot 2006 werkte Luizar bij de Universitaria de la UNSAAC.